# Correction cinétique
La correction cinétique (ou amplification cinétique) est un mécanisme permettant de diminuer le taux d'erreurs d'une réaction biochimique. Il a été proposé indépendamment par John Hopfield (1974) et Jacques Ninio (1975). Une correction cinétique permet aux enzymes de discriminer entre deux voies réactionnelles conduisant à des produits différents avec une précision plus élevée que ce que l'on pourrait prédire en se basant simplement sur la différence d'énergie d'activation entre ces deux voies,.
Une telle augmentation de la spécificité est obtenue par l'introduction d'une étape irréversible permettant de quitter la réaction. Si les intermédiaires de réaction conduisant à des produits incorrects sont davantage susceptibles de quitter prématurément la voie que ceux conduisant au produit correct. Si l'étape de sortie est rapide par rapport à la prochaine étape de la voie (laissant ainsi à la sortie une chance importante d'être réalisée), la spécificité peut ainsi être augmentée par un facteur allant jusqu'au rapport entre les deux taux de sortie des constantes. Plusieurs étapes d'une telle amplification peuvent être combinées afin d'obtenir des spécificités plus importantes encore.

## Le paradoxe de la spécificité
Lors de la synthèse des protéines, le taux d'erreur est de l'ordre de 1 pour 10 000. Cela signifie que lorsqu'un ribosome met en correspondance les anticodons des ARNt avec les codons de l'ARNm, les séquences sont pratiquement toujours complémentaires. Hopfield fit remarquer qu'en raison de la similarité des différents codons, un taux d'erreur aussi faible n'était pas réalisable avec un mécanisme en une étape. La différence d'énergie libre entre les bons et les mauvais codons étant simplement trop faible pour permettre au ribosome d'atteindre une telle spécificité.
Comme la différence entre l'énergie de liaison d'un bon et d'un mauvais codon est de l'ordre de {\displaystyle 5k_{B}T}. Une machine testant cette correspondance en examinant, au cours d'une seule étape, si le codon et l'anticodon sont liés ne serait pas en mesure d'atteindre un taux d'erreur inférieur à {\displaystyle e^{-5}\simeq 10^{-2}}. Cette limite théorique peut cependant être surmontée en introduisant une étape irréversible (ce qui demande un apport d'énergie), c'est le cœur de la correction cinétique.

## Un cliquet à plusieurs étapes
Hopfield a suggéré une façon simple d'obtenir un taux d'erreur plus faible à l'aide d'un cliquet moléculaire nécessitant de nombreuses  étapes irréversibles. Chaque étape teste ainsi si les séquences correspondent, augmentant ainsi la spécificité au prix d'une dépense d'énergie.
Un apport d'énergie à chaque étape du cliquet est nécessaire afin de rendre les étapes irréversibles ; ce qui permet d'augmenter la spécificité. Il est aussi important que le substrat entre principalement par l'entrée de la voie et en ressorte par la sortie, en effet si l'entrée était à l'équilibre, les étapes antérieures constitueraient un pré-équilibre et le gain de spécificité dû à l'entrée dans la voie (étape qui est moins efficace pour le mauvais substrat que pour le correct) serait perdu. De même si la sortie de l'étape était à équilibre, le mauvais substrat serait en mesure de réintégrer la voie à travers la sortie de l'étape, annulant la spécificité des étapes antérieures.
Finalement, une étape de discrimination permet d'obtenir un taux d'erreur (c'est-à-dire le pourcentage de réactif incorrectement reconnu) de {\displaystyle p=e^{-\Delta F/kT}}. Deux étapes permettent d'atteindre un taux de {\displaystyle p^{2}}, et N étapes n'échoueront que {\displaystyle p^{N}} fois en moyenne. En termes d'énergie libre, la capacité de discrimination de N étapes successives entre deux états dont la différence d'énergie libre est de {\displaystyle \Delta F}  est équivalente à une seule étape pour des états dont la différence d'énergie serait de {\displaystyle N\Delta F}.

## Exemples expérimentaux
- Association des ARNt avec leurs amino-acides respectifs– l'enzyme qui recharge les ARNt est appelée l'aminoacyl-ARNt synthétase. Cette enzyme utilise un intermédiaire de haute énergie pour augmenter la fidélité de la liaison entre le triplet d'ARNt et l'amino-acide[5]. Dans ce cas, l'énergie est dépensée pour atteindre l'intermédiaire de haute énergie (ce qui rend cette étape irréversible), et l'étape de sortie est irréversible grâce à la grande énergie de dissociation.
- Recombinaison homologue  – La recombinaison homologue facilite l'échange d'ADN entre des brins homologues ou quais-homologues. Durant ce processus, la protéine RecA se polymérise le long de l'ADN et forme un filament qui va chercher une séquence d'ADN homologue. Les deux processus de polymérisation de RecA[6],[7] et de recherche d'homologie[8] mettent en jeu une correction cinétique.
- Reconnaissance et réparation des dégâts de l'ADN – L'un des mécanismes de réparation de l'ADN utilise la correction cinétique pour identifier les sections endommagées[9]. Certaines polymérases d'ADN peuvent aussi détecter quand elles ont introduit une base erronée et sont capables de l'hydrolyser immédiatement ; dans ce cas, l'étape irréversible est l'addition de cette base.
- Réponse immunitaire acquise – En 1995, McKeithan proposa d'expliquer la grande spécificité de la réponse immunitaire comme un nouvel exemple de correction cinétique[10]. Même si cette explication est encore très discutée aujourd'hui, le mécanisme de correction cinétique reste une base raisonnable pour expliquer la grande spécificité de la réponse immunitaire.

## Cas d'étude

Exemple abstrait de réaction pouvant faire intervenir un mécanisme de correction cinétique. Ici, une bille jaune doit être colorée lors de son interaction avec un récepteur. L'objectif est de ne colorer que les billes pour lesquelles est faible, c'est-à-dire celles qui restent longtemps en contact avec le récepteur. La voie classique est présentée en (A) pour comparaison tandis que la voie (B) montre une correction cinétique avec une première étape irréversible en orange.

L'exemple de la figure de droite montre un problème abstrait dans lequel un mécanisme de correction cinétique peut être mis en place. L'objectif de la réaction et de transformer les billes jaunes ({\displaystyle B_{J}}) en billes rouges ({\displaystyle B_{R}}) si leur constante de dissociation avec le récepteur ({\displaystyle R}) est faible (c'est-à-dire qu'elles restent attachées longtemps). Le mécanisme en une seule étape (A) permet de produire les billes rouges avec un taux de production:
{\displaystyle d_{t}B_{R}=k_{x}{\frac {k_{1}}{k_{-1}+k_{x}}}B_{J}R},
tandis que le mécanisme de correction cinétique (B) fournit un taux de production :
{\displaystyle d_{t}B_{R}=k_{x}{\frac {k_{1}}{k_{-1}+k_{2}}}{\frac {k_{2}}{k_{-1}+k_{x}}}B_{J}R}.
Ce mécanisme permet ainsi de démultiplier l'effet d'une modification de la constante {\displaystyle k_{-1}} et de rendre ainsi le système beaucoup plus sensible à une variation de ce paramètre.
Remarquons sur cet exemple simple qu'outre la dépense d'énergie nécessaire pour rendre l'étape de correction irréversible, un deuxième défaut intrinsèque de la correction cinétique est la diminution de l'efficacité. La production de bille rouge étant dans notre exemple toujours inférieure dans le cas (A) que dans le cas (B). Si la réaction est plus spécifique, elle est aussi plus lente et plus dispendieuse en énergie.
Pour prendre un exemple concret, la bille jaune pourrait représenter un antigène présentée au récepteur d'un anticorps à la surface d'une cellule T. Dans ce cadre, l'apparition d'une bille rouge, c'est-à-dire d'un antigène se liant particulièrement fort au récepteur serait le signal de déclenchement d'une réaction immunitaire. Il faut donc chercher à rendre ce signal aussi fort que possible quand {\displaystyle k_{-1}<<1} est faible, est aussi faible que possible quand {\displaystyle k_{-1}>>1}, ce que permet la correction cinétique.

## Considérations théoriques

### Temps de premier passage universel
Les processus biochimiques utilisant la correction cinétique pour améliorer la spécificité mettent en œuvre le délai par une grande variété de réseaux biochimiques différents. Cependant, nombre de ces réseaux aboutissent à un temps de passage de l'ensemble du processus approchant une forme exponentielle quasi-universelle (aussi connu comme le temps de premier passage), lorsque le nombre d'étapes de correction est important et le réseau est de grande taille. Comme un temps de passage exponentiel est caractéristique d'une chaîne de Markov à deux états, cette observation fait de la correction cinétique un des rares exemples de processus biochimiques pour lesquelles une complexité structurelle aboutit à un comportement phénoménologique plus simple à grande échelle.

### Topologie de la correction cinétique
L'augmentation de spécificité d'un réseau de correction cinétique pouvant inclure de nombreuses réactions et présenter des boucles est intimement relié à la topologie du réseau : la spécificité croit exponentiellement avec le nombre de boucles de ce dernier,. Un exemple est la recombinaison homologue pour laquelle le nombre de boucles croit comme le carré de la longueur de l'ADN,. Le temps de passage universel apparaît précisément dans ce régime d'un grand nombre de boucles avec un fort taux d'amplification.